# Валлентин, Габриэль
Габриэль Карл Валлентин (швед. Gabriel Carl Wallentin; род. 3 апреля 2001) — шведский футболист, защитник «Хальмстада».

## Клубная карьера
Начал заниматься футболом в «Трённинге» в четырехлетнем возрасте, откуда затем перешёл в «Хальмстад». Там прошёл весь путь от детских команд и академии до основной. В феврале 2020 года подписал с клубом первый контракт, рассчитанный на три года. 7 марта того же года впервые сыграл за основной состав в матче группового этапа кубка страны с «Твоокером», выйдя на поле после перерыва.
В январе 2021 года на правах аренды перешёл в Шёвде. В его составе принял участие в 17 матчах и забил один мяч и вместе с клубом стал победителем первого дивизиона и вышел в Суперэттан. В январе следующего года аренда была продлена ещё на один сезон. В ноябре 2022 года после завершения сезона вернулся в «Хальмстад», вышедший в Алльсвенскан, и подписал с клубом новый контракт на два года. 2 апреля 2023 года дебютировал в чемпионате Швеции в матче с АИК, появившись на поле в стартовом составе.

## Клубная статистика
| Выступление      | Выступление      | Выступление      | Лига | Лига | Кубки | Кубки | Конт. кубки | Конт. кубки | Разное | Разное | Итого | Итого |
| Клуб             | Лига             | Сезон            | Игры | Голы | Игры  | Голы  | Игры        | Голы        | Игры   | Голы   | Игры  | Голы  |
| ---------------- | ---------------- | ---------------- | ---- | ---- | ----- | ----- | ----------- | ----------- | ------ | ------ | ----- | ----- |
| Хальмстад        | Суперэттан       | 2020             | 0    | 0    | 1     | 0     | 0           | 0           | 0      | 0      | 1     | 0     |
| Хальмстад        | Алльсвенскан     | 2023             | 7    | 1    | 0     | 0     | 0           | 0           | 0      | 0      | 7     | 1     |
| Хальмстад        | Итого            | Итого            | 7    | 1    | 1     | 0     | 0           | 0           | 0      | 0      | 8     | 1     |
| Шёвде            | Дивизион 1       | 2021             | 17   | 0    | 1     | 0     | 0           | 0           | 2      | 0      | 20    | 0     |
| Шёвде            | Суперэттан       | 2022             | 23   | 0    | 1     | 0     | 0           | 0           | 0      | 0      | 24    | 0     |
| Шёвде            | Итого            | Итого            | 40   | 0    | 2     | 0     | 0           | 0           | 2      | 0      | 44    | 0     |
| Всего за карьеру | Всего за карьеру | Всего за карьеру | 47   | 1    | 3     | 0     | 0           | 0           | 2      | 0      | 52    | 1     |